# Tabanus barbatus
Tabanus barbatus är en tvåvingeart som först beskrevs av Carl von Linné 1764.  Tabanus barbatus ingår i släktet Tabanus och familjen bromsar. Inga underarter finns listade i Catalogue of Life.